# Francesco Saverio Apuzzo
Francesco Saverio Apuzzo (né le 6 avril 1807 à Naples et mort le 30 juillet 1880 à Capoue) est un cardinal italien du XIXe siècle. 

## Biographie
Francesco Saverio Apuzzo est nommé évêque titulaire d'Anastasiopolis (de) et évêque auxiliaire de Capoue en 1854. Il est promu archevêque de Sorrente en 1855 et de Capoue en 1871. 
Il participe au concile de Vatican I en 1869-1870. Apuzzo n'est pas enthousiasmé par le dogme de l'infaillibilité du pape, mais ne vote pas contre.
Le pape Pie IX le crée cardinal lors du consistoire du 12 mars 1877. Apuzzo participa au conclave de 1878, lors duquel Léon XIII est élu.

## Succession apostolique
Francesco Saverio Apuzzo a ordonné les évêques suivants :
- Évêque Antonio Centore (1876)